# Kilian Leib

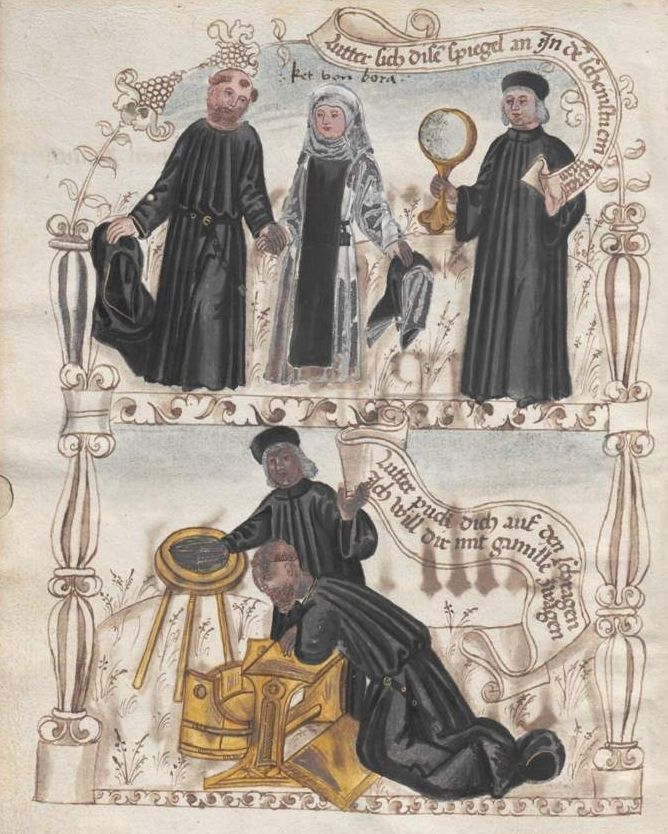
Titelbild der Schrift "Luthers Bad und Spiegel" von 1526

Kilian Leib (* 23. Februar 1471 in Ochsenfurt; † 16. Juli 1553 in Rebdorf) war ein humanistisch orientierter Prior im Augustiner-Chorherren-Stift Rebdorf. Er war mit dem Hebräischen vertraut und wurde von zwei Bischöfen als Berater herangezogen, unter anderem in Religionsgesprächen zur beginnenden Reformation.

## Leben und Wirken
Leib trat, noch minderjährig, 1486 in das Augustiner-Chorherrenstift Rebdorf ein. Von 1499 bis 1503 war er Prior von Kloster Schamhaupten und von 1503 bis zu seinem Tod Prior von Rebdorf. Er war viel unterwegs und unternahm des Öfteren Reisen nach Nürnberg.
Leib engagierte sich in der Auseinandersetzung mit den Reformatoren und verfasste mehrere polemische Schriften. 1530 war er in Augsburg an der Entstehung der Confutatio Augustana beteiligt. 1546 begleitete er den Bischof von Eichstätt Moritz von Hutten zum Regensburger Religionsgespräch, von dem er allerdings nichts erwartete. Er entwarf im Auftrag seines Bischofs eine lange Eröffnungsrede.
Einblick in den zeitgenössischen Humanismus geben Kilians Tagebücher („Diarien“), in denen er ausführlich über die Tischgespräche in der fürstbischöflichen Residenz mit Bischof Gabriel von Eyb und Caspar von Adelmannsfelden berichtet. Diese Tagebücher reichen von 1503 bis 1547. An Ansichten von Erasmus von Rotterdam (etwa, dass Paulus verheiratet war) übte Leib wiederholt Kritik, vor allem im Bereich der biblischen Textkritik.
Leib wurde von Zeitgenossen als Sprachenkenner („doctissimus multarum linguarum“) bewundert. Er lernte Griechisch sowie Hebräisch und beschäftigte sich mit dem Aramäischen (damals „Chaldäisch“ genannt); seine Tagebücher und Briefe sagen nichts darüber, wie er sich diese Kenntnisse aneignete. Er tat das wohl autodidaktisch. An einer Universität hat er nie studiert.
Als Prior des Klosters sorgte er für die Erweiterung der Bibliotheksbestände um die aktuellen Themen der Philosophie und der beginnenden Reformation.

## Schriften
Mehrere polemische Schriften setzen sich mit Martin Luther auseinander, etwa Der Ketzereien Ursachen, nämlich sieben (1528 fertiggestellt) – diese Schrift wurde erst 1557 posthum gedruckt, ebenso wie eine Befürwortung des Zölibats (De Caelibatu). Als eine Ursache des Luthertums vermutete er ungünstige Sternkonstellationen, derer sich Gott bediene, um die Menschen zu strafen. Die auf die Angabe von Beendigungszeitpunkt und Namen des Autors folgende Schlussformel in seinem Manuskript über die Ketzereien ist hebräisch geschrieben.

Wettertagebuch 5. Juni 1528

Eine wichtige Quelle für die Meteorologie ist sein von 1513 bis 1531 handschriftlich geführtes Wettertagebuch, motiviert vermutlich durch die klostereigene Landwirtschaft. Seine Beobachtungen trug er täglich in Ephemeriden ein („wie es alle tage gewittert, oder wan es geregnet hat“); rechts neben der Angabe der Position der Himmelskörper des jeweiligen Tages vermerkte er stichwortartig die Witterung, etwa Blitzschlag, Hagel, Hochwasser, Kälteeinbrüche. Die Auswirkungen des Wetters hielt er am unteren und am oberen Rand der jeweiligen Seite fest, insbesondere die Entwicklung der landwirtschaftlich wichtigen Kulturpflanzen: Aussaat, Blüte, Ernte, aber auch Folgen wie etwa eine Teuerung.